# سیارک ۱۶۱۶
سیارک ۱۶۱۶ (به انگلیسی: 1616 Filipoff، نامگذاری:1950EA) هزار و ششصد و شانزدهمین سیارک کشف شده‌است که در ۱۵ مارس ۱۹۵۰ و در الجزیره کشف شد.
قدر مطلق سیارک برابر ۱۱٫۵۰ است.